# Lucrècia Bòrgia (pel·lícula)
Lucrècia Bòrgia  (original: Lucrèce Borgia) és una pel·lícula franco-italiana dirigida per Christian Jaque, estrenada el 1953. Ha estat doblada al català.

## Argument[2]
En la Roma pontifícia de finals del segle xv, Cèsar Borja usa i abusa del seu ascendent sobre la seva germana Lucrècia, criatura voluptuosa. Al grat de la seva política, combina els matrimonis de Lucrècia. Eliminat Sforza, s'ha de casar amb Alfons d'Aragó. Es sotmet i reconeix amb alegria en el seu futur espòs el desconegut que ha omplert dels seus favors un vespre de carnaval. El fàstic del duc d'Aragó cedeix aviat pas a l'amor. Per desgràcia, Cèsar somia amb una nova aliança. Fa assassinar Alfons. Resignada, dolorosament passiva, Lucrècia s'haurà de casar amb Alfons I d'Este.

## Repartiment
- Martine Carol: Lucrècia Borja, la germana de Cèsar
- Pedro Armendariz: Cèsar Borja
- Massimo Serato: Alfons d'Aragó
- Georges Lannes: L'ambaixador
- Tania Fédor: La dama d'Atours
- Valentine Tessier: Julia Farnese
- Christian Marquand: Paolo
- Piéral: El bufó
- Maurice Ronet: Perotto
- Arnoldo Foa: Micheletto
- Louis Seigner: El màgic
- Howard Vernon: el capellà
- Gilles Quéant: Sforza
- Olivier Mathot: L'escultor
- Jean d'Yd: El metge
- Raphaël Patorni: L'enviat del duc d'Este
- Jacky Blanchot: Un espadatxí
- Joe Davray: Un espadatxí
- Georges Demas: Un botxí de Micheletto
- Bernard Musson: Un seguidor del capellà
- Franck Maurice: Un botxí de Micheletto
- Christine Chesnay